# 猛龍怪客 (2018年電影)
是一部2018年美國私刑動作片，由艾利·羅斯執導，喬·卡納漢撰寫劇本。本片改編自布萊恩·加菲爾德的1972年同名小說，同時也是由查理士·布朗遜主演的1974年同名電影的重拍版。劇情敘述一名醫生的妻子和女兒分別遭到歹徒殺害及性侵，使得該醫生打算動用私刑來追兇。
《猛龍怪客》由布魯斯·威利主演，Annapurna Pictures定於2018年3月2日美國上映。本片也是威利在參演多部VOD和DVD首映電影後的首部院線片。

## 劇情
故事敘述當原本一個位在芝加哥的幸福美滿的家庭遭歹徒闖入，女主人為此喪命，而女兒則遭到強暴、在心中蒙上陰影。這使得該家庭的男主人保羅感到悲痛欲絕，在警方靠不住的情況下，他決定化身為殘酷的私刑者，並不計一切代價追擊兇手；與此同時，他也就此成為了伸張私刑正義的街頭英雄。

## 演員
- 布魯斯·威利[3]飾演保羅·柯西醫生：芝加哥醫生，在失去妻子後，成為了一名街頭私刑者。
- 文森·唐諾佛利歐[4]飾演法蘭克·柯西：保羅的弟弟。
- 迪恩·諾里斯飾演雷恩警探：調查克西家案件的警探。
- 金柏莉·艾莉絲（英语：Kimberly Elise）飾演傑克森警探：雷恩的搭檔。
- 伊莉莎白·蘇飾演露西·柯西：保羅的妻子。
- 卡蜜拉·莫羅（英语：Camila Morrone）飾演喬丹·柯西：保羅和露西的女兒。
- 羅尼·傑納·布萊文斯（英语：Ronnie Gene Blevins）[5]飾演喬伊：修車廠老闆。
- 博·納普飾演諾克斯：惡徒。

## 製作

### 發展
早於2006年，席維斯·史特龍宣布，他將執導和主演1974年電影《猛龍怪客》的重拍版。史特龍說，「這不像查理士·布朗遜的角色是名建築師，我的版本會使他成為一名很好的警察，在沒有使用槍的情況下而贏得令人難以置信的成功。所以當他家的襲擊事件發生時，他真會陷入了道德上的困境來進行復仇。」2006年12月20日，史特龍正式宣布，由於「創作理念上的分歧」，他已退出該計劃。
2012年1月下旬，《好萊塢報導》透露，重拍版已確認由喬·卡納漢執導和編劇。該片起初鎖定連恩·尼遜和法蘭克·葛里洛作為主演。但卡納漢於2013年離開電影，改為赫拉爾多·納蘭霍執導。他想要班尼西歐·狄奧·托羅來擔任主演，但被片商拒絕。

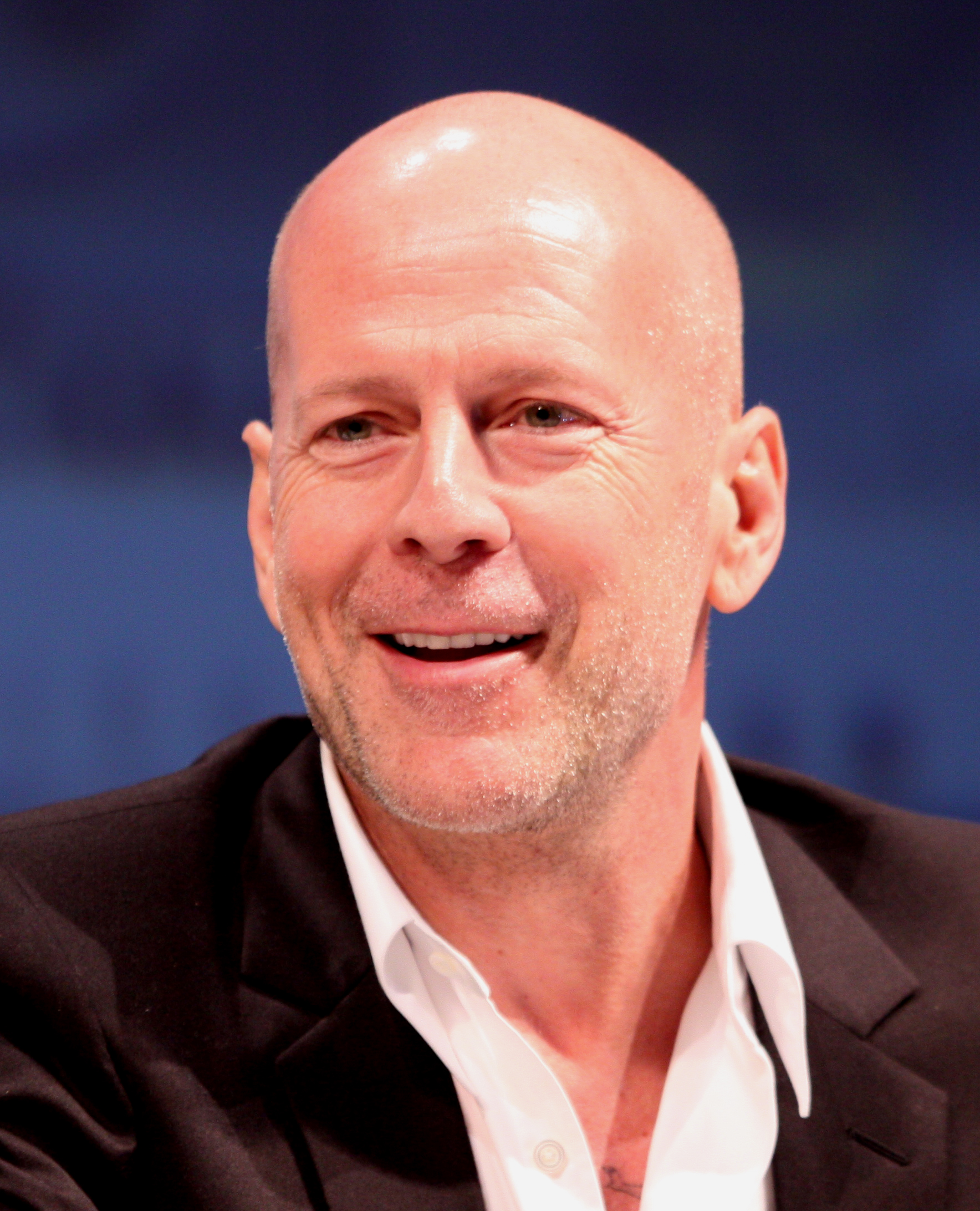
布魯斯·威利為本片的主演。

四年後，2016年3月，派拉蒙影業與米高梅宣布，《猛龍怪客》重拍版將由布魯斯·威利主演、亞倫·凱薛勒斯和諾瓦特·帕普莎多執導。在選定威利前，該份人選名單還包括羅素·克洛、麥特·戴蒙、威爾·史密斯和布萊德·彼特。5月，片商未能允許凱薛勒斯和帕普莎多重寫的劇本而退出製作。6月，艾利·羅斯簽約接任導演一職。2016年8月25日，文森·唐諾佛利歐和迪恩·諾里斯都已加入演出。2016年10月7日，金柏莉·艾莉絲和卡蜜拉·莫羅都確認參演，她們分別飾演傑克森警探和露西·凱西。2016年10月17日，羅尼·傑納·布萊文斯也簽約加入電影的演出。

### 拍攝
主要攝影自2016年9月下旬伊利諾州芝加哥開拍。2016年10月下旬，劇組開始在加拿大的蒙特婁拍攝。

## 發行
2017年6月，宣布Annapurna Pictures將為米高梅在美國發行本片。2017年8月3日，釋出首支預告片；儘管預告片中僅出現米高梅的標誌，但Annapurna仍會負責發行。2017年10月，該片的美國上映日延至2018年3月2日。

### 評價
《猛龍怪客》獲得褒貶不一的評價。在爛番茄上根據93條評論，新鮮度僅持有15%，鮮度不佳，平均得分3.7 / 10，該網站共識：「《猛龍怪客》只不過是種缺乏勇氣的死記硬背，缺乏對原創的堅定信念-且還受到不佳的時機所影響。」；但在觀眾評價反獲得85%高分評價、平均得分4.3 / 5。而在Metacritic上，僅獲得了31分。據CinemaScore調查，觀眾的評價在A+至F間落在「B+」。多數的影評人批評該片的故事過於老套、沒有新意，加上發行日又和佛羅里達校園槍擊案的時間點過於接近（僅相隔十六天）而招致負評。
相反地，觀眾對於該片的評價較為正面，且也有部分影評人為該片辯護。《多倫多星報》的彼得·豪威爾表示，羅斯和卡納漢在新的《猛龍怪客》中表現良好，且該片準確地描繪出了「美國人獲得和使用槍枝的隨便途徑」。儘管如此，他覺得讓連恩·尼遜來演主角是較好的選擇。《Salon》的馬修·羅茲薩同意該片的發行時間確實不對時，但認為《猛龍怪客》本身是一部合格的爆米花電影。

### 票房
在美國和加拿大，《猛龍怪客》和《紅雀》同天上映並競爭，外界預估《猛龍怪客》在首週末能從2847間戲院中獲得1000萬至2000萬美元的票房。它在第一天賺進了420萬美元（其中包括週四晚上首映的65萬美元），並在首週共獲得了1300萬美元的票房，位居當週票房排名第三。

## 另見
- 猛龍怪客系列電影（英语：Death Wish (film series)）

## 外部連結
- 官方网站
- 互联网电影数据库（IMDb）上《猛龍怪客》的资料（英文）
- 爛番茄上《猛龍怪客》的資料（英文）
- Box Office Mojo上《猛龍怪客》的資料（英文）
- Metacritic上《猛龍怪客》的資料（英文）
- AllMovie上《猛龍怪客》的资料（英文）
- 開眼電影網上《猛龍怪客》的資料（繁體中文）
- 时光网上《猛龍怪客》的資料（简体中文）
- 豆瓣电影上《猛龍怪客》的資料 （简体中文）